# Тім Візерспун
Тім Візерспун (англ. Tim Witherspoon; 27 грудня 1957, Філадельфія, Пенсільванія, США) — американський професійний боксер, чемпіон світу за версіями WBC (1984) і WBA (1986) у важкій вазі. Був регулярним спаринг-партнером Мухаммеда Алі.

## Професіональна кар'єра
1979 року дебютував на профірингу і здобув 15 перемог поспіль, після чого 20 травня 1983 року зазнав першої поразки в бою проти чемпіона світу за версією WBC Ларрі Голмса. Здобувши після поразки дві перемоги, 9 березня 1984 року вийшов на бій проти Грега Пейджа (США) за вакантний титул чемпіона світу WBC і переміг рішенням більшості. Та в першому ж захисті 31 серпня 1984 року програв Пінклону Томасу (США) рішенням більшості.
Здобувши п'ять перемог поспіль, у тому числі за очками над Джеймсом Смітом (США), 17 січня 1986 року Тім Візерспун вийшов на бій проти чемпіона світу за версією WBA Тоні Таббса (США) і здобув перемогу рішенням більшості. В першому захисті звання чемпіона 19 липня 1986 року переміг нокаутом в одинадцятому раунді британця Френка Бруно, а 12 грудня 1986 року програв нокаутом у першому раунді Джеймсу Сміту і втратив титул.
В наступних боях Візерспун здобув 30 перемог і зазнав 10 поразок.